# Monagas SC
Monagas Sport Club – wenezuelski klub piłkarski założony 23 września 1987, z siedzibą w mieście Maturín. Klub gra obecnie w pierwszej lidze wenezuelskiej – Primera División Venezolana. Mecze w domu rozgrywa na stadionie Estadio Alexander Botinni.
W roku 2002 klub wziął udział w Copa Sudamericana.